# Crinotarsus sulcatus
Crinotarsus sulcatus är en skalbaggsart som beskrevs av Stefan von Breuning 1947. Crinotarsus sulcatus ingår i släktet Crinotarsus och familjen långhorningar.
Artens utbredningsområde är Fiji. Inga underarter finns listade i Catalogue of Life.